# Alone (canção de Alan Walker)
"Alone" é uma canção do DJ e produtor norueguês Alan Walker, gravada para o seu primeiro álbum de estúdio Different World. Contém vocais não creditados fornecidos pela cantora sueca Noonie Bao. O seu lançamento ocorreu a 2 de dezembro de 2016 através da editora discográfica Mer Musikk.

## Faixas e formatos
| Descarga digital |                                    |         |  |
| N.º              | Título                             | Duração |  |
| 1.               | "Alone"                            | 2:41    |  |
| 2.               | "Alone" (instrumental remisturado) | 2:58    |  |
| 3.               | "Alone" (Restrung)                 | 3:05    |  |

## Desempenho comercial

### Posições nas tabelas musicais
| Tabela musical (2016-2017)                        | Melhor posição |
| ------------------------------------------------- | -------------- |
| Alemanha - Single-Charts                          | 4              |
| Áustria - Ö3 Austria Top 40                       | 1              |
| Bélgica - Ultratop 50 (Flandres)                  | 40             |
| Bélgica - Ultratop 50 (Valónia)                   | 46             |
| Dinamarca - Tracklisten                           | 40             |
| Escócia - Scottish Singles Chart                  | 83             |
| Espanha - PROMUSICAE                              | 28             |
| Estados Unidos - Billboard Dance Club Songs       | 5              |
| Estados Unidos - Billboard Dance/Electronic Songs | 21             |
| Finlândia - Suomen virallinen lista               | 1              |
| França - SNEP                                     | 89             |
| Hungria - Single Top 40                           | 6              |
| Irlanda - Top 100 Singles                         | 74             |
| Itália - FIMI                                     | 36             |
| México - Mexico Airplay                           | 27             |
| Noruega - VG-lista                                | 1              |
| Nova Zelândia - NZ Heatseekers                    | 9              |
| Países Baixos - Mega Single Top 100               | 53             |
| Polónia - Polish Airplay Top 100                  | 2              |
| Portugal - AFP                                    | 66             |
| Chéquia - Singles Digitál Top 100                 | 3              |
| Chéquia - Radio - Top 100                         | 1              |
| Suécia - Sverigetopplistan                        | 2              |
| Suíça - Schweizer Hitparade                       | 2              |

### Certificações
| País      | Provedor       | Certificação |
| --------- | -------------- | ------------ |
| Alemanha  | BVMI           | Platina      |
| Áustria   | IFPI Áustria   | Platina      |
| Canadá    | Music Canada   | Ouro         |
| Dinamarca | IFPI Dinamarca | Ouro         |
| Espanha   | PROMUSICAE     | Ouro         |
| França    | SNEP           | Ouro         |
| Itália    | FIMI           | Platina      |
| Noruega   | IFPI Noruega   | 4× Platina   |
| Polónia   | ZPAV           | Ouro         |
| Suécia    | GLF            | 3× Platina   |
| Suíça     | IFPI Suíça     | Platina      |